# 3793-as busz
A 3793-as jelzésű autóbuszvonal Sajóbábony, Edelény és Szendrő között húzódó regionális vonal, amelyet a MÁV Személyszállítási Zrt. üzemeltet.

## Útvonala
A Borsod-Abaúj-Zemplén megyei Sajóbábony ipari parkjából indul. Az ország egyetlen zsákvárosában keleti irányban indul el, párhuzamosan a Bábony-patakkal, a Rákóczi úton. A vízfolyás kétfelé osztja a települést, bal partján az ófalu, jobb partján az egykori Észak-Magyarországi Vegyiművek iparvágánya (94/2) fut, jelen vonal jobb partján halad. Sajóbábony lakótelepi területe után, a 25 138-as mellékúton elhagyja a várost.
Következőnek a 26-os főútra fordul ki a sajóbábonyi elágazásban. Közlekedésileg jelentős szerepet tölt be, hiszen Miskolc és Sajószentpéter irányából a főút 2x2-es szakasza, a Sajóecseg és a Sajóbábony felé vezető közutak itt találkoznak, ezzel egy jelzőlámpás csomópontot létrehozva. A 3793-as buszok a 26-os főút bánrévei országhatárához irányuló oldalát veszik igénybe, a piltatanyai elágazáson és a Sajószentpéter elkerülőjeként szolgáló 260-as főúti körforgalmon túl behajt a 11 ezer lélekszámú helységbe. Nemsokkal kezdete után a 27-es főúton folytatja kilométerit a 26-os helyett, így Sajószentpéter városházája és mára már megszűnt Piactér vasúti megállóhelye mellett kanyarog. Keresztezi a Miskolc–Bánréve–Ózd-vasútvonalat, a Holt-Szuhát, valamint az északi tehermentesítőt is, aztán Dusnokpuszta határában megy el. Viszonylag laposabb vidéken, távol a kazincbarcikai BorsodChem különböző üzemei, a környék kisebb falvai láthatóak a múcsonyi bekötőút mellett. A vonal 16. kilométerén épp, hogy beérkezne Edelénybe, előtte kitérést tesz a szociális gondozóotthonához.
Edelény városa járásközpont (Edelényi járás), bár nem nagyobb, mint Sajószentpéter. A buszok a Bányász lakótelepén át mennek a központba, autókereskedés, benzinkút, üzletek sokasága mentén érkeznek a buszállomására. A Bódva menti település nem a végső állomás, hiszen útja tovább folytatódik a 27-esen, Borsod városrészébe. A Miskolc–Tornanádaska-vasútvonal végigövezi, miközben többször találkozik az Alsó-Bódva-völgyre jellemző erdős, kanyargós, hidegebb részeivel. Nem egyszer lépi át a vasutat és a folyót, Szendrőlád megállóhelyen egyszerre mindkettőt, ahonnan nincs messze Szendrőlád és annak egykori várromja sem.
Éles kanyarulatot vesz a községben, majd 7 perc alatt jut el a környéken ismételten központi jellegű Szendrőbe, a vonal végállomására. A városból eljutás lehetséges Szuhogy, Rudabánya és Galvács települések felé is, a maga 4000 lakosával és városi címével szemben mezőgazdasági tevékenységekkel foglalkozó vállalatok közhetőek a városhoz, ehhez köthető kettő külterületi pontja, Büdöskútpuszta és Csehipuszta is, előbbinek külön vasúti megállója is van.

## Közlekedése
Indításai munkanapokon történnek, alig pár indulás erejéig. A teljes vonalat egyetlen tanszüneti járat járja Sajóbábonyból, különben iskolaidőben csak az edelényi szociális gondozóotthontól közlekedik Szendrőig (és ezt is kettő külön busz végzi). Ellentétes irányban Szendrő és Edelény, valamint az edelényi buszállomás és az otthona között közlekedik autóbusz.
Tanszüneten kívül sincs aggodalom a Sajóbábonyban dolgozóknak. Azonos időben, 15:25-kor busz indul Sajóecsegen, Boldván és Edelényen át Balajtra, ami hétvégén Ziliz, Nyomár és Hangács érintésével közlekedik, illetve hétköznap csatlakozást is ad a Szendrőbe induló járatnak.

### Törzsjárművei
Sajóbábony, Edelény és Szendrő között kizárólag szóló autóbuszok közlekednek, legtöbbször Credo járgányok ingáznak.
- az LVJ-225 rendszámú Ikarus E134,
- a NOC-290 rendszámú Credo EC 12,
- az SSM-647 rendszámú Credo Econell 12 autóbuszok.

| Viszonylat                                              | Indításszám | Közlekedési rend          |
| ------------------------------------------------------- | ----------- | ------------------------- |
| Sajóbábony, ipari park ➝ Szendrő, Fő tér                | 1 oda       | tanszünetben munkanapokon |
| Edelény, Szociális Gondozó Intézet – Edelény, aut. áll. | 1 pár       | tanítási napokon          |
| Edelény, aut. áll. – Szendrő, Fő tér                    | 1 pár       | tanítási napokon          |
| Edelény, aut. áll. – Szendrő, Fő tér                    | 1 vissza    | tanszünetben munkanapokon |

## Megállóhelyei
| 0  | Sajóbábony, ipari park végállomás                       | 0.0 km  | 3754, 3757, 3760, 3765, 3795, 3797                                                                                                 |
| 1  | Sajóbábony, gyártelep                                   | 0.5 km  | 3754, 3757, 3760, 3765, 3795, 3797                                                                                                 |
| 2  | Sajóbábony, fűtőház                                     | 1.4 km  | 3754, 3757, 3760, 3765, 3795, 3797                                                                                                 |
| 3  | Sajóbábony, ófalu bejárati út                           | 2.2 km  | 3754, 3757, 3760, 3765, 3795, 3797                                                                                                 |
| 4  | Sajóbábony, lakótelep                                   | 2.9 km  | 3754, 3757, 3760, 3765, 3795, 3797                                                                                                 |
| 5  | Sajóbábonyi elágazás                                    | 4.4 km  | 3703, 3704, 3707, 3708, 3709, 3711, 3754, 3757, 3760, 3761, 3763, 3764, 3765, 3770, 3772, 3773, 3774, 3775, 3776, 3777, 3795, 3797 |
| 6  | Piltatanyai elágazás                                    | 6.3 km  | 3704, 3707, 3708, 3709, 3711, 3754, 3761, 3763, 3764, 3765, 3770, 3773, 3774, 3775                                                 |
| 7  | Sajószentpéter, Kossuth utca 32.                        | 8.1 km  | 3704, 3707, 3708, 3709, 3711, 3754, 3761, 3763, 3764, 3765, 3770, 3773, 3774, 3775                                                 |
| 8  | Sajószentpéter, városháza                               | 9.0 km  | 3704, 3707, 3708, 3709, 3711, 3774, 3775, 4098                                                                                     |
| 9  | Sajószentpéter, Váci Mihály utca                        | 9.7 km  | 3704, 3707, 3708, 3709, 3711, 3774, 3775, 4098                                                                                     |
| 10 | Eprestanya                                              | 11.2 km | 3704, 3707, 3708, 3709, 3711, 3774, 3775, 4098                                                                                     |
| 11 | Dusnokpuszta, bejárati út                               | 12.3 km | 3704, 3707, 3708, 3709, 3711, 3774, 3775, 4098                                                                                     |
| 12 | Múcsonyi elágazás                                       | 14.2 km | 3704, 3707, 3708, 3709, 3711, 3774, 3775                                                                                           |
| 13 | Edelény, Szociális Gondozó Intézet vonalközi végállomás | 17.9 km | 4040 |
| 14 | Edelény, kollégium                                      | 19.3 km | 3704, 3707, 3708, 3709, 3711, 3772, 3774, 3775, 4040, 4041, 4043, 4044, 4095                                                       |
| 15 | Edelény, bányász lakótelep                              | 19.8 km | 3704, 3707, 3708, 3709, 3711, 3772, 3774, 3775, 4040, 4041, 4043, 4044, 4095                                                       |
| 16 | Edelény, Szentpéteri utca 6.                            | 20.4 km | 3704, 3707, 3708, 3709, 3711, 3772, 3774, 3775, 4040, 4041, 4043, 4044, 4095                                                       |
| 17 | Edelény, kórház bejárati út                             | 21.4 km | 3704, 3707, 3708, 3709, 3711, 3772, 3774, 3775, 4040, 4041, 4043, 4044, 4093, 4095                                                 |
| 18 | Edelény, kastély bejárati út                            | 21.9 km | 3704, 3707, 3708, 3709, 3711, 3772, 3774, 3775, 4040, 4041, 4043, 4044, 4093, 4095                                                 |
| 19 | Edelény, autóbusz-állomás vonalközi végállomás          | 22.3 km | 3703, 3704, 3707, 3708, 3709, 3711, 3713, 3772, 3774, 3775, 3776, 3795, 4040, 4041, 4043, 4044, 4092, 4093, 4094                   |
| 20 | Edelény, Borsodi utca 70.                               | 23.2 km | 3703, 3704, 3707, 3708, 3709, 3775, 3776, 3795, 4040, 4041, 4043, 4092, 4093, 4094                                                 |
| 21 | Edelény, Borsodi iskola                                 | 24.0 km | 3703, 3704, 3707, 3708, 3709, 3775, 3776, 3795, 4041, 4043, 4092, 4093                                                             |
| 22 | Szendrőlád vasúti megállóhely, bejárati út              | 27.5 km | 3703, 3704, 3707, 3708, 3709, 3775, 4041, 4093 személyvonat – Szendrőlád (94)                                                      |
| 23 | Szendrőlád, sportpálya                                  | 28.5 km | 3703, 3704, 3707, 3708, 3709, 3775, 4041, 4093                                                                                     |
| 24 | Szendrőlád, községháza                                  | 29.2 km | 3703, 3704, 3707, 3708, 3709, 3775, 4041, 4093                                                                                     |
| 25 | Szendrőlád, autóbusz-forduló                            | 29.8 km | 3703, 3704, 3707, 3708, 3709, 3775, 4041, 4093                                                                                     |
| 26 | Büdöskútpuszta                                          | 33.1 km | 3703, 3704, 3707, 3708, 3709, 3775, 4041, 4093 személyvonat – Büdöskútpuszta (94)                                                  |
| 27 | Szendrő, vásártér                                       | 35.8 km | 3703, 3704, 3707, 3708, 3709, 3775, 4041, 4093                                                                                     |
| 28 | Szendrő, galvácsi elágazás                              | 36.8 km | 3703, 3704, 3707, 3708, 3709, 3775, 4041, 4081, 4082, 4083, 4084, 4092, 4093, 4120                                                 |
| 29 | Szendrő, Fő tér végállomás                              | 37.2 km | 3703, 3704, 3707, 3708, 3709, 3775, 4041, 4081, 4082, 4083, 4084, 4092, 4093, 4120                                                 |